# Partido de la Unidad
El Partido de la Unidad (en inglés: Unity Party) es un partido político liberiano fundado en 1984 por Edward Kesselly para competir en las elecciones generales de 1985.  Desde entonces es uno de los principales partidos políticos del país. Estuvo en la oposición durante todo el período de guerras civiles (1989-2003) y finalmente accedió al poder tras ganar las elecciones presidenciales de 2005 con Ellen Johnson-Sirleaf como candidata, dirigiendo desde entonces el primer gobierno democrático de la historia de Liberia. Tras las elecciones, en 2009, el Partido de la Unidad se fusionó con otros partidos representados en la Legislatura, lo que incrementó considerablemente su representación y capacidad electoral.
Sirleaf volvió a ser candidata del partido en las elecciones de 2011. En estos comicios el partido consiguió una amplia victoria, logrando ser la primera minoría en ambas cámaras de la Legislatura (aunque muy alejado de una mayoría absoluta) y con Sirleaf siendo fácilmente reelegida en segunda vuelta luego del boicot de Winston Tubman, candidato del Congreso para el Cambio Democrático.
A partir de las elecciones senatoriales de 2014, celebradas durante la epidemia de ébola que azotó al país y, por lo tanto, realizadas bajo el estado de emergencia declarado por Sirleaf, el Partido de la Unidad comenzó a declinar electoralmente debido a las medidas represivas que el gobierno debió adoptar para contener el brote. De este modo, el partido obtuvo una aplastante derrota ante el Congreso para el Cambio Democrático.
Finalmente, en las elecciones de 2017, el partido presentó a Joseph Boakai (hasta entonces, vicepresidente de Sirleaf) como candidato presidencial, perdiendo por amplio margen contra George Weah, del CDC, en segunda vuelta. Boakai acusó a Sirleaf de haber hecho campaña contra él para lograr la victoria de Weah, lo que provocó que el 13 de enero de 2018, días antes de la asunción presidencial de Weah, Sirleaf fuese expulsada del partido.

## Resultados electorales

### Elecciones presidenciales
|  | 11.07 % |

|  | 9.58 % |

|  | 19.75 % |

|  | 59.41 % |

|  | 43.93 % |

|  | 90.71 % |

|  | 28.76 % |

|  | 38.46 % |

|  | 43.44 % |

|  | 50.89 % |

### Cámara de Representantes
|  | 11.56 % |

|  | 9.57 % |

|  | 12.49 % |

|  | 17.76 % |

|  | 13.96 % |

|  | 13.09 % |

### Senado
|  | 11.56 % |

|  | 9.57 % |

|  | 12.93 % |

|  | 12.85 % |

|  | 10.33 % |

|  | 40.27 % |

|  | 12.04 % |